# 野坂浩贤
野坂浩贤（1924年9月17日—2004年4月18日），日本政治家，日本社会民主党成员，曾任日本众议院议员、建设大臣和村山富市内阁官房长官。
| 前任： 五十岚广三 | 日本内阁官房长官 1995年-1996年 | 繼任： 梶山静六 |
| 前任： 森本晃司   | 日本建设大臣 1994年-1995年     | 繼任： 森喜朗   |